# Yohei Nakada
Yohei Nakada (中田 洋平 Nakada Yohei?), född 11 november 1983 i Hyōgo prefektur, är en japansk före detta fotbollsspelare.
Nakada började sin karriär 2006 i YKK AP (Kataller Toyama). Han spelade 100 ligamatcher för klubben. 2011 flyttade han till Toyama Shinjo Club. Han avslutade karriären 2011.